# Ngô Quang Hải
Ngô Quang Hải hay Ngô Vũ Quang Hải (sinh năm 1967 tại Hải Phòng) là nam diễn viên, đạo diễn điện ảnh người Việt Nam. Ông được biết đến khi sản xuất các phim Chuyện của Pao, Mùa hè lạnh, Chít và Pi, và với vai trò diễn viên qua các phim Xích lô, Người Mỹ trầm lặng, Hà Nội mùa đông năm 46. 

## Tiểu sử
Ngô Quang Hải sinh ngày 30 tháng 4 năm 1967 tại Hải Phòng, ông có quê ngoại ở Nghệ An và quê nội ở Hải Phòng. Dù yêu thích và có mục tiêu thi vào khoa Toán của trường Đại học Tổng hợp nhưng, Quang Hải lại theo đuổi điện ảnh.

## Sự nghiệp
Năm 1993, Ngô Quang Hải tốt nghiệp khoa diễn viên trường Đại học Sân khấu – Điện ảnh Hà Nội, sau khi ra trường ông đảm nhận vai diễn và vai trò trợ lý trong một số phim của các đạo diễn như Đặng Nhật Minh, Lưu Trọng Ninh, Lê Đức Tiến, Vương Đức, Vũ Xuân Hưng. Khi đang trong biên chế của Nhà hát Kịch Hà Nội,  ông chuyển vào Thành phố Hồ Chí Minh sinh sống và trở thành diễn viên tự do.
Năm 2001, Quang Hải tham gia thử vai cho bộ phim Người Mỹ trầm lặng của đạo diễn Phillip Noyce, ban đầu ông được phân vai trợ lý của nhân vật Thomas Fowler do Michael Caine thủ vai, sau này được đổi sang vai tướng Thế.  Quang Hải sau này còn tham gia phần làm hậu kỳ bộ phim Catch A Fire sản xuất năm 2005 của Phillip Noyce.
Năm 2002, Quang Hải thực hiện bộ phim điện ảnh Chuyện tình kể trong đêm mưa với đề tài về miền núi dựa theo truyện ngắn cùng tên của nhà văn Nguyễn Huy Thiệp, nữ chính do Đỗ Thị Hải Yến (Đỗ Hải Yến) đảm nhận. Với kinh phí dự trù khoảng 19 tỉ VNĐ, bộ phim đã không được thực hiện do nhiều nguyên nhân. Sau dự án này, Ngô Quang Hải bắt tay vào chuyển thể "Tiếng đàn môi sau bờ rào đá" của nhà văn Đỗ Bích Thúy thành bộ phim Chuyện của Pao. Đây là bộ phim điện anh đầu tay và cũng là thành công nhất do Quang Hải đạo diễn.
Sau hai năm, kịch bản Chuyện của Pao đã hoàn thành, vượt qua 14 kịch bản khác cùng được trình lên Cục điện ảnh Việt Nam, Chuyện của Pao được phê duyệt và là kịch bản điện ảnh đầu tiên được đem ra đấu thầu. Hãng phim truyện I là đơn vị được quyền sản xuất với kinh phí từ Cục Điện ảnh là 2,2 tỉ.
Tại Giải Cánh diều 2005, bộ phim Chuyện của Pao đã chiến thắng 4 đề cử trong hạng mục Phim điện ảnh, Giải Cánh diều Vàng cho bộ phim, Nữ diễn viên chính xuất sắc cho Đỗ Hải Yến, Nữ diễn viên phụ xuất sắc chi Như Quỳnh, Quay phim xuất sắc cho Trần Hùng và Cordelia Beresford. Bộ phim được công chiếu từ ngày 18 tháng 8, nhưng không được các cụm rạp thị trường nhận phát hành. Giữa tháng 8 năm 2006, ông về nước và nhận được thư mời tham dự Liên hoan phim Thế giới (World Film Festival) lần thứ 30 tổ chức tại Montreal, Canada. Lần này, bộ phim Chuyện của Pao được đề cử tại hạng mục "Phim đầu tay" (First Films World Competition) cùng 23 bộ phim khác tại liên hoan phim lần này. Đây là lần đầu tiên Việt Nam có phim được tham gia đề cử. Ông cho biết, đã có kết hoạch đưa Chuyện của Pao tham dự liên hoan này từ trước và đã phải bỏ qua một số liên hoan phim khác của khu vực châu Á để có điều kiện chuẩn bị. Sau nửa tháng tham dự Liên hoan phim Thế giới, Ngô Quang Hải trở về mà không giành được giải thưởng nào dù có tới 5 đề cử. Vào tháng 9, Cục điện ảnh Việt Nam đã chọn gửi tham gia đề cử hạng mục Phim nói tiếng nước ngoài tại Giải Oscar lần thứ 79 tổ chức đầu năm 2007, nhưng không giành giải. Cuối tháng 10 năm 2006, bộ phim có 12 buổi chiếu đặc biệt tại một số trường đại học ở Mỹ. Đầu năm 2007, bộ phim giành giải thường đặc biệt tại Liên hoan Phim châu Á - Thái Bình Dương lần thứ 51, và vào cuối năm, Chuyện của Pao giành được giải Bông sen Bạc tại Liên hoan phim Việt Nam lần thứ 15 cùng giải Nữ diễn viên chính xuất sắc cho Đỗ Hải Yến.
Trong khi Chuyện của Pao được tham dự các sự kiện điện ảnh, Ngô Quang Hải cũng cho biết ông đang chuẩn bị sản xuất dự án phim tiếp theo có tựa đề Kiên, bộ phim ban đầu dự định sẽ bấm máy vào tháng 9 năm 2006 nhưng sau đó được rời sang tháng 12. Dự án Kiên được đổi tên thành Mùa hè lạnh với tựa tiếng Anh là Cold Summer do Vimax Film mà ông góp cổ phần sản xuất, nhưng trục trặc từ phía nhà đầu tư khiến phải mất 6 năm dự án này mới được thực hiện. Trước khi bị trì hoãn sản xuất, Quang Hải đã tự bỏ ra hơn 100 triệu đồng để chuẩn bị bối cảnh. Năm 2007, Vimax Film mở chi nhánh ở Hà Nội với giám đốc là Ngô Quang Hải.
Năm 2008, Ngô Quang Hải bất ngờ chuyển sang làm nhà sản xuất phim truyền hình với bộ phim dài tập cho giới trẻ là "Chít và Pi", đây cũng là series phim truyền hình đầu tiên mà Vimax Film thực hiện. Tháng 10 cùng năm, ông được chọn làm đạo diễn sự kiện thời trang "Đẹp Fashion Show 7" dù chưa từng đạo diễn mảng sân khấu bao giờ. Đầu năm 2011, Quang Hải tiếp tục đạo diễn một chương trình khác về thời trang là vở nhạc kịch "The Maze - Espisode 1, Code of Style".
Năm 2010, Quang Hải cho biết sẽ thực hiện bộ phim thứ hai với tựa đề Mùa hè lạnh từng bị bỏ dở trước đó. Kịch bản do chính ông viết, dựa theo một người bạn thân đã mất và cùng là người anh em nuôi của Hải. Tháng 5 năm 2012, Quang Hải tổ chức tuyển diễn viên bộ phim dự định được bấm máy vào ngày 15 tháng 6 năm 2012, sau khi Quang Hải trở về từ Liên hoan phim Cannes 2012. Ngoài Mùa hè lạnh, Quang Hải cũng cho biết còn có một vài dự án phim khác đã lên kịch bản như Thâm cung oán, Hoàng tử Lọ lem, Công-ten-nơ, 48K - 5868 Chuyến xe định mệnh và Đối đầu. Ông dự định bấm máy bộ phim tiếp theo với tựa đề Ngừng đặt cược vào tháng 10 cùng năm. Khi được phát hành Mùa hè lạnh là một thất bại mà ông đã dự liệu trước nhưng không thể thay đổi vì những lý do khách quan. Cũng trong thời điểm này, Quang Hải bắt tay vào sản xuất bộ phim thứ ba với tựa đề Hit - Hoàng tử và Lọ lem thay cho Ngừng đặt cược như dự định ban đầu, Hit - Hoàng tử và Lọ lem được lên lịch phát hành vào dịp Tết Nguyên đán 2013, nhưng phải sửa đổi nhiều lần nên phải rời lịch đến giữa năm 2013.
Sau Chuyện của Pao, Ngô Quang Hải đã trở lại làm phim với hai tác phẩm Mùa hè lạnh và Hit - Hoàng tử và Lọ lem dù đều bị khán giả chê nhưng cuối năm 2013, Quang Hải vẫn lên kế hoạch thực hiện bộ phim điện ảnh thứ tư của mình, nhưng đến nay chưa thực hiện được.
Năm 2021, Quang Hải thực hiện phim tài liệu về COVID-19 có tựa đề Những chiến binh thầm lặng.

## Đời tư
Ngô Quang Hải, 
Năm 2000, Ngô Quang Hải kết hôn với diễn viên Đỗ Hải Yến và vào tháng 11 làm lễ cưới năm 2003, sau 4 lần trì hoãn vì cả hai người đều bận tham gia các bộ phim. Hai người gặp nhau khi Yến vừa tốt nghiệp trường múa  và đã có thời gian 4 năm yêu nhau. Năm 2007, Quang Hải và Hải Yến khiến dư luận ầm ĩ khi bất ngờ tuyên bố ly hôn.
Sau Đỗ Hải Yến, Quang Hải có bạn gái mới là người mẫu Phương Mai, nhưng hai người không chính thức xác nhận về mối quan hệ của mình.
Tháng 6 năm 2013, Ngô Quang Hải kết hôn lần thứ hai với Diệp Hồng Đào, hai người quen biết nhau khi Hồng Đào là thí sinh dự thi Hoa hậu Việt Nam 2012, trước đấy cô từng giành được hai giải tại cuộc thu Hoa hậu Đồng bằng sông Cửu Long 2012. Quang Hải và Hồng Đào hiện tại có hai con trai sinh năm 2013 và 2016.

## Tác phẩm
| Năm  | Tưa đề                                 | Đạo diễn                             | Vai diễn | Chú thích |
| ---- | -------------------------------------- | ------------------------------------ | -------- | --------- |
|      | Con tàu bị đánh đắm                    | Hai Nhất                             |          | [ 11 ]    |
| 1993 | Tạm biệt Sông Ba / Farewell To Song Ba |                                      |          | [ 5 ]     |
| 1993 | Cỏ lau                                 | Vương Đức                            | Phi      | [ 11 ]    |
| 1995 | Đất nước đứng lên                      | Lê Đức Tiến                          | Cầm      |           |
| 1995 | Xích lô                                | Trần Anh Hùng                        | Dao      | [ 11 ]    |
| 1995 | Đông Dương                             | Régis Wargnier                       |          | [ 11 ]    |
| 1995 | Bông sen vàng                          | Tony Bùi                             |          | [ 11 ]    |
| 1997 | Hà Nội mùa đông năm 46                 | Đặng Nhật Minh                       | Lâm      |           |
| 1997 | Miền Nam xa xưa / Sud Lointain         | Thierry Chabert                      | Denis    | [ 5 ]     |
| 2000 | Mùa hè chiều thẳng đứng                | Trần Anh Hùng                        | Hải      | [ 11 ]    |
| 2002 | Vũ khúc con cò                         | Jonathan Foo, Nguyễn Phan Quang Bình | Văn      |           |
| 2002 | Người Mỹ trầm lặng                     | Phillip Noyce                        | Thế      | [ 11 ]    |

| Năm  | Tưa đề                       | Hình thức        | Đạo diễn | Vai trò khác | Chú thích |
| ---- | ---------------------------- | ---------------- | -------- | ------------ | --------- |
| 2006 | Chuyện của Pao               | Điện ảnh         | Có       | Biên kịch    |           |
| 2008 | Chít và Pi                   | Phim truyền hình |          | Nhà sản xuất |           |
| 2012 | Mùa hè lạnh                  | Điện ảnh         | Có       | Biên kịch    |           |
| 2013 | HIT: Hoàng tử và Lọ lem      | Điện ảnh         | Có       | Biên kịch    |           |
| 2021 | Những chiến binh thầm lặng   | Phim tài liệu    | Có       |              |           |
|      | Chuyện tình kể trong đêm mưa | Dự án            |          | Biên kịch    |           |
|      | Theo dấu hương tình          | Dự án            |          | Nhà sản xuất |           |
|      | Tam giác vàng                | Dự án            |          | Nhà sản xuất |           |